# Wabtec
Wabtec eller officielt Westinghouse Air Brake Technologies Corporation (NYSE: WAB) er en amerikansk producent af lokomotiver, godsvogne og passagervogne. Virksomheden blev etableret i 1999 ved en fusion mellem Westinghouse Air Brake Company (WABCO) og MotivePower Industries Corporation. Wabtec har hovedkvarter i Pittsburgh, Pennsylvania.